# حجر أملس

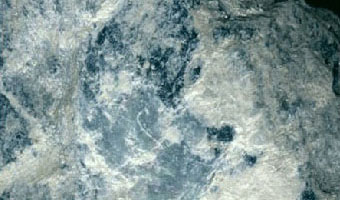
الحجر الأملس في صورته المعدنية الخام.

الحجر الأملس أو الحجر الصابوني (بالإنجليزية: Soapstone)‏ هو صخر متحول، يتألف إلى حد كبير من التلك المعدني وبالتالي فهو غني بالمغنيسيوم.